# Паламар
Палама́р (офіційно — парамона́р; від дав.-гр. παραμοναριος — «приставник», «брамник», утворене від παραμονή — «перебування», «зберігання») — служитель православної церкви, який дзвонить у дзвони, співає на криласі і допомагає при богослужінні.
Від паламар (пономар) утворені такі прізвища як Пономар, Паламар, Пономаренко, Пономарьов, Паламарчук, Пономарчук тощо.